# Ігор Векич
Ігор Векич (словен. Igor Vekić, нар. 6 травня 1998, Мурська Собота, Словенія) — словенський футболіст, воротар клубу «Браво» та національної збірної Словенії. На правах оренди виступає за португальський клуб «Пасуш-де-Феррейра».

## Клубна кар'єра
Ігор Векич народився у містечку Мурська Собота і є вихованцем клубів «Триглав» та «Браво». Саме у складі останнього воротар і дебютував у Другій лізі чемпіонату Словенії. Сталося це у серпні 2017 року. За два роки Векич своєю грою посприяв підвищенню клуба у класі і виходу «Браво» до Першої ліги.
Влітку 2021 року Векич на правах оренди відправився у португальський клуб «Пасуш-де-Феррейра». Його дебют у новому клубі відбувся у матчі Кубку Португалії.

## Збірна
З 2014 року Ігор Векич є гравцем юнацьких та молодіжної збірних Словенії. У 2021 році Векич брав участь у домашньому молодіжному Євро, де зіграв у трьох матчах.
Того ж року воротар отримав виклик до національної збірної Словенії.